# Ampelisca birulai
Ampelisca birulai är en kräftdjursart som beskrevs av Brüggen 1909. Ampelisca birulai ingår i släktet Ampelisca och familjen Ampeliscidae. Inga underarter finns listade i Catalogue of Life.